# سن ایگناسیو د ویلاسکو
سن ایگناسیو د ویلاسکو (به اسپانیایی: San Ignacio de Velasco) یک شهر در بولیوی است که در San Ignacio de Velasco Municipality واقع شده‌است. سن ایگناسیو د ویلاسکو ۳۱٬۱۹۶ نفر جمعیت دارد و ۴۱۰ متر بالاتر از سطح دریا واقع شده‌است.